# 王曉籟
王 曉籟 (おう ぎょうらい）は中華民国・中華人民共和国の実業家・銀行家・政治家。早期から革命派人士として活動し、後に上海商業界の要人として台頭した。なお、杜月笙らと共に青幇の一員と目される。名は孝賚。号は初め得天、後に曉籟と改めた。

## 事績

### 上海経済界での台頭

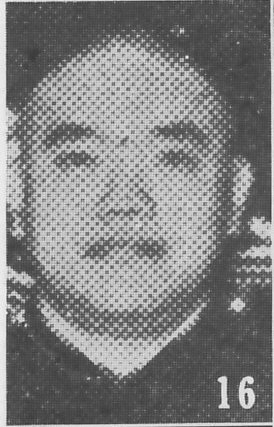
王曉籟別影

1907年（清光緒33年）、地元で光復会に参加したが、秋瑾事件後に上海へ逃れている。1910年（宣統2年）、王彬彦らと闡北商団を結成し、後に王曉籟自身も父業の「大来絲業」を継承し、さらに出資して複数の製糸工場を運営した。翌年、上海で辛亥革命の蜂起が発生すると、王曉籟らの闡北商団も革命派に呼応して挙兵している。
1913年（民国2年）の第二革命（二次革命）以後、上海商業銀行、中央信託公司の董事（理事）、上海総商会会董、上海闡北商会会長、上海租界納税華人会主席などの要職を歴任し、上海商業界を代表して関税会議にも列席している。1926年（民国15年）7月、上海商会の推薦により広州で蔣介石と会談し、北伐軍誓師大会にも出席した。翌年の上海労働者による第3次蜂起では、王曉籟も闡北保衛団に指示してこれに呼応させている。蜂起が成功に終わった後、王は商会代表として上海臨時市政委員会主席委員に任ぜられた。
しかし同年4月の上海クーデター（四・一二政変）に際して、王曉籟は反共の蔣介石を支持した。クーデター後、王は江蘇兼上海財政委員会常務委員、財政部特税処副処長、全国巻煙税局局長などの職を歴任している。1930年（民国19年）、上海市商会の改組とともに、理事長に任ぜられ、あわせて全国商会聯合会理事長にも就任した。

### 日中戦争、晩年
1931年（民国20年）9月の満州事変（九・一八事変）後、上海各界抗日会が成立し、王曉籟は常務委員をつとめた。1938年（民国27年）4月、中央賑済委員会常務委員を兼任し、中国紅十字会救護隊を管轄している。1940年（民国29年）12月、第2期国民参政界参政員に任ぜられ（第3期、第4期もつとめる）、紅十字会総会救護総隊特別党部政治部主任も兼ねた。1945年（民国34年）、全国商会聯合会籌備会主任、中南貿易協会理事長などをつとめている。
日中戦争終結後、全国商会聯合会理事長や中一信託公司、通易信託公司、江海銀行、東南汽車公司などの董事長、中国銀行、中央信託公司の理事、上海市商会監事などの職務を歴任した。1949年（民国38年）、香港に移る。1950年に上海に戻り、中華人民共和国から中国人民銀行総行代表に任命された。1954年、上海市人民代表大会代表に当選し、1958年には上海市政治協商会議委員に任ぜられた。1967年6月15日、上海にて死去。享年82。

## 注
1. ↑  東亜問題調査会編（1941）、10頁。
2. 1 2 3 4 5  徐主編（2007）、180頁。
3. ↑  東亜問題調査会編（1941）、10-11頁。
4. 1 2 3  東亜問題調査会編（1941）、11頁。